# Amath M'Baye
Amadou-Amath M'Baye (Burdeos; 14 de diciembre de 1989) es un jugador de baloncesto francés que pertenece a la plantilla del CSKA Moscú de la VTB United League. Con 2,05 metros de altura, juega en la posición de Ala pívot.

## Trayectoria deportiva

### Universidad
M'Baye estuvo en la NCAA, en las universidades de Wyoming y Oklahoma, y en esta última, promedió unos 11 puntos y 5 rebotes, que le valieron para aparecer en el tercer mejor quinteto del "All-Big12" en su etapa de sénior.

### Profesional
Con este premio y una regularidad que se mantenía a lo largo de su periplo universitario, Japón llamó a su puerta y firmaría por los Mitshubishi Diamond Dolphins. En sus tres años vivió un altibajo particular: si bien en el primer año tuvo un promedio más de 18 puntos; en su segunda temporada promedió casi 24 puntos por partido. Sin embargo, su tercera campaña en Japón (temporada 2015-16), bajó su rendimiento ofensivo y cayó hasta los 16.2. Sea como fuere, M'Baye dominó a sus anchas la liga japonesa en el apartado ofensivo aunque, todo hay que decirlo, estuvo siempre a la sombra de Nick Fazekas, líder indiscutible en anotación casi todos los años en el país nipón. En resumen, el jugador estuvo tres años en los Mitshubishi Diamond Dolphins, donde promedió más de 20 puntos.
En la temporada 2016-17, da el salto a Europa para jugar en el New Basket Brindisi de la liga italiana, donde es actualmente el máximo anotador de la Lega (21.9) y el segundo mejor valorado (23.7).
En julio de 2018 fichó por el Virtus Bologna tras jugar la temporada anterior en el Olimpia Milano, donde promedió 6,4 puntos y 3,5 rebotes por partido.

### Selección nacional
En septiembre de 2022 disputó con el combinado absoluto francés el EuroBasket 2022, donde ganaron la plata, al perder la final ante España.